# Mille e una sera (album)
Mille e una sera è una raccolta del gruppo musicale italiano i Nomadi, pubblicato in Italia dalla Columbia nel 1971.

## Il disco
Il disco raccoglie canzoni già pubblicate su 45 giri dalla band nei due anni precedenti. In quanto raccolta curata dalla casa discografica, non fa parte della discografia ufficiale del gruppo  .

## Tracce
Lato A
1. Suoni – 2:59 (testo: Carlo Alberto Contini – musica: Beppe Carletti)
2. Ala bianca (cover di "Sixty Years on") – 2:38 (testo: Luigi Albertelli – musica: Elton John)
3. Beautiful day – 4:46 (testo: Carlo Alberto Contini – musica: Beppe Carletti)
4. So che mi perdonerai – 3:11 (testo: Mogol e Bruno Lauzi – musica: Damiano Dattoli e Oscar Prudente (Merendero))
5. Il nome di lei (Cover di "Gotta See Jane") – 2:44 (testo: Paolo Dossena – musica: Edward Holland, Jr., Ronald Miller e Roger Dean Taylor)
6. Mai come lei nessuna (cover di "Run to the Sun") – 3:58 (testo: Carlo Alberto Contini, Cristiano Minellono – musica: Pierre Tubbs)

Durata totale: 20:16
Lato B
1. Mille e una sera – 2:54 (testo: Luigi Albertelli – musica: Beppe Carletti e Dembrao Gilocchi)
2. Un pugno di sabbia – 3:00 (testo: Claudio Daiano – musica: Roberto Soffici)
3. Vai via cosa vuoi – 2:33 (testo: Carlo Alberto Contini e Ettore Carrera – musica: Geoff Simpson)
4. Non dimenticarti di me – 3:17 (testo: Mogol – musica: Mario Lavezzi)
5. Tutto passa – 2:45 (testo: Carlo Alberto Contini – musica: Beppe Carletti)
6. Vola – 5:49 (testo: Carlo Alberto Contini – musica: Beppe Carletti)

Durata totale: 20:18